# Church & Dwight
Church & Dwight  (укр. Чорч енд Двайт) — американська транснаціональна корпорація. Виробник товарів побутової хімії та косметичних засобів. Штаб-квартира компанії знаходиться в місті Евінг, штат Нью-Джерсі, США. Філії компанії розташовані в Австралії, Бразилії, Канаді, Китаї, Франції, Мексиці, Великій Британії.

## Історія
У 1846 році два вихідці з Нової Англії (Остін Чорч та Джон Двайт) розробили технологію виробництва бікарбонату натрію (а саме харчової соди), продукту, що став основою виробництва побутової хімії. У 1847 році була заснована компанія Church & Dwight. Зростання попиту на харчову соду серед споживачів дало можливість розширити виробництво. На додатковому виробництві сини засновників компанії виробляли продукцію під брендом Arm & Hammer. У 1896 році Arm & Hammer став повноцінним брендом компанії Church & Dwight.
Назву та логотип Arm & Hammer, що датуються 1860-ми роками, часто пов'язували з ім'ям магната Арманда Хаммера, і через це він спробував купити компанію. Хоча ця спроба була невдалою, компанія Хаммера Occidental Petroleum у 1986 році придбала достатню кількість акцій, щоб він міг приєднатися до ради директорів Church & Dwight і аж до своєї смерті у 1990 році. Хаммер оволодів значною кількістю акцій Church & Dwight, компанії, яка виробляє продукцію Arm & Hammer; він також був членом ради директорів.
У 1970 році бренд Arm & Hammer представив на ринку перший національний безфосфатний миючий засіб: Arm & Hammer Powder Laundry Detergent.

## 2000-ні
У 2001 році лінія споживчих товарів Carter-Wallace була продана Church & Dwight, а MedPointe купила бізнес з діагностики та ліків. Того ж року Church & Dwight розширила свій бізнес на продукти для прання, придбавши невелику компанію з виробництва миючих засобів USA Detergents, первісного власника миючого засобу Xtra.
У 2003 році компанія Church & Dwight купила американські та канадські права на бізнес Unilever у сфері охорони здоров'я порожнини рота, який включає Pepsodent, Mentadent, Close-Up та Aim. Unilever досі володіє брендами за межами Північної Америки.
Church & Dwight розширила свій портфель побутових брендів, придбавши у 2006 році компанію Orange Glo International, яка включала такі бренди, як OxiClean у категорії добавок для попереднього прання білизни, засоби для чищення ванних кімнат Kaboom та засоби для чищення Orange Glo.
У 2008 році Church & Dwight придбала бізнес Orajel у Del Labs, що включав знеболювальні засоби від зубного болю, болю в роті, прорізування зубів та зубну пасту без фтору.

## 2010-ті
У 2010 році Church & Dwight посіла 723 місце у списку 500 найбільших компаній за версією журналу Fortune. Того ж року Church & Dwight придбала Simply Saline та Feline Pine.
У 2016 році Church & Dwight придбала Spencer Forrest, Inc., виробника засобів для догляду за волоссям Toppik.
У 2017 році MidOcean Partners погодилася продати Water Pik компанії Church & Dwight за 1 мільярд доларів. На момент оголошення про продаж повідомлялося, що за фінансовий рік, що закінчився 30 червня, компанія Waterpik отримала "$265 млн доходу, близько 70% з яких припадає на її продукцію - зубні нитки з водою".

## Бренди
- Arm & Hammer
- Batiste
- Femfresh
- First Response
- L'il Critters
- Nair
- OxiClean
- Pearl Drops
- Trojan Condoms
- Vitafusion
- Xtra

## Church & Dwight в Україні
В Україні представлені бренди виробництва англійської компанії, розташованої в місті Фолкстон, Кент:
Femfresh — засоби для інтимної гігієни
Pearl Drops — засоби для відбілювання зубів в домашніх умовах